# Melaleuca eleuterostachya
Melaleuca eleuterostachya är en myrtenväxtart som beskrevs av Ferdinand von Mueller. Melaleuca eleuterostachya ingår i släktet Melaleuca och familjen myrtenväxter. Inga underarter finns listade i Catalogue of Life.